# 매춘소

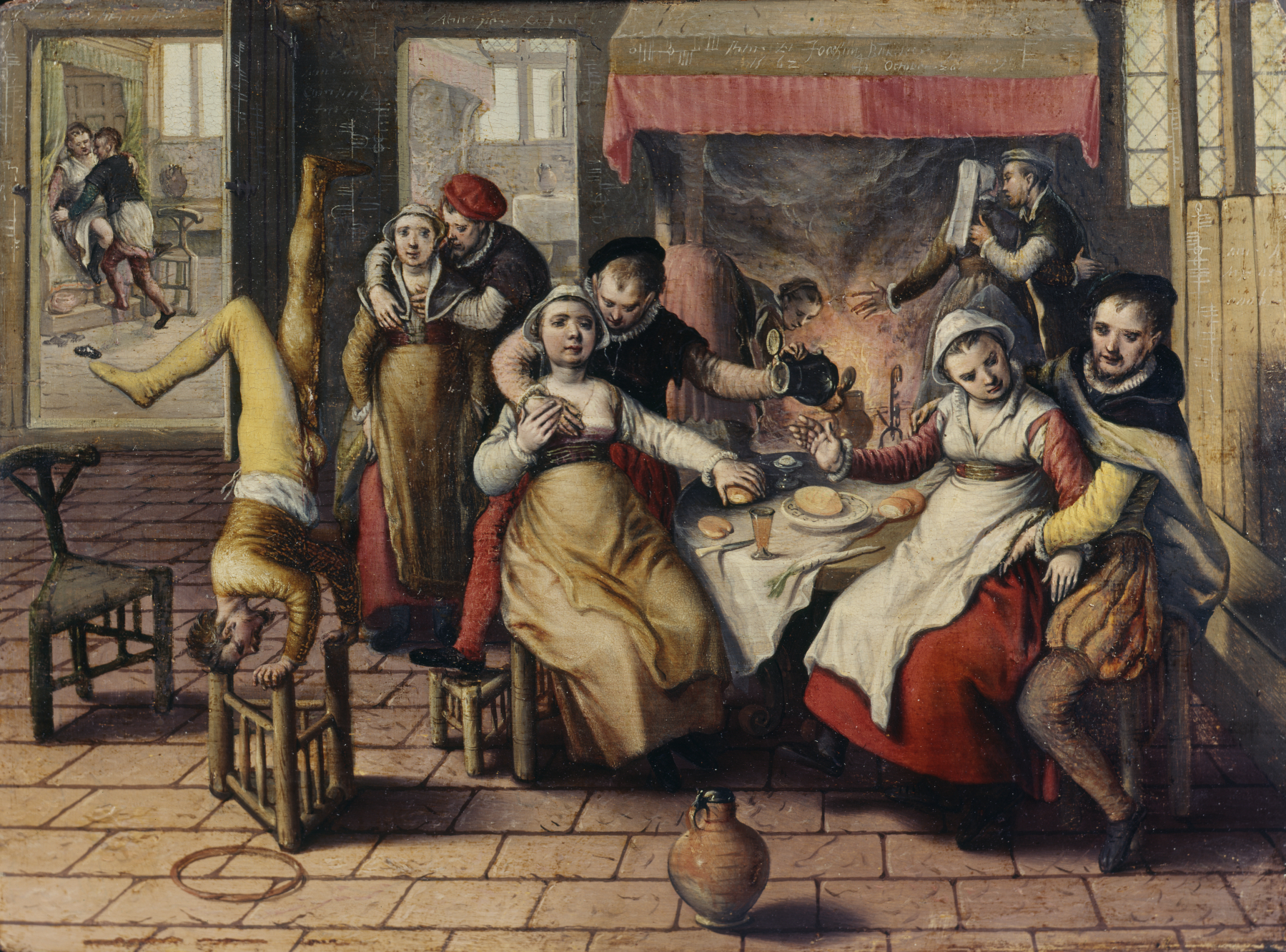
요아힘 보우켈라어, 매춘소, 1562

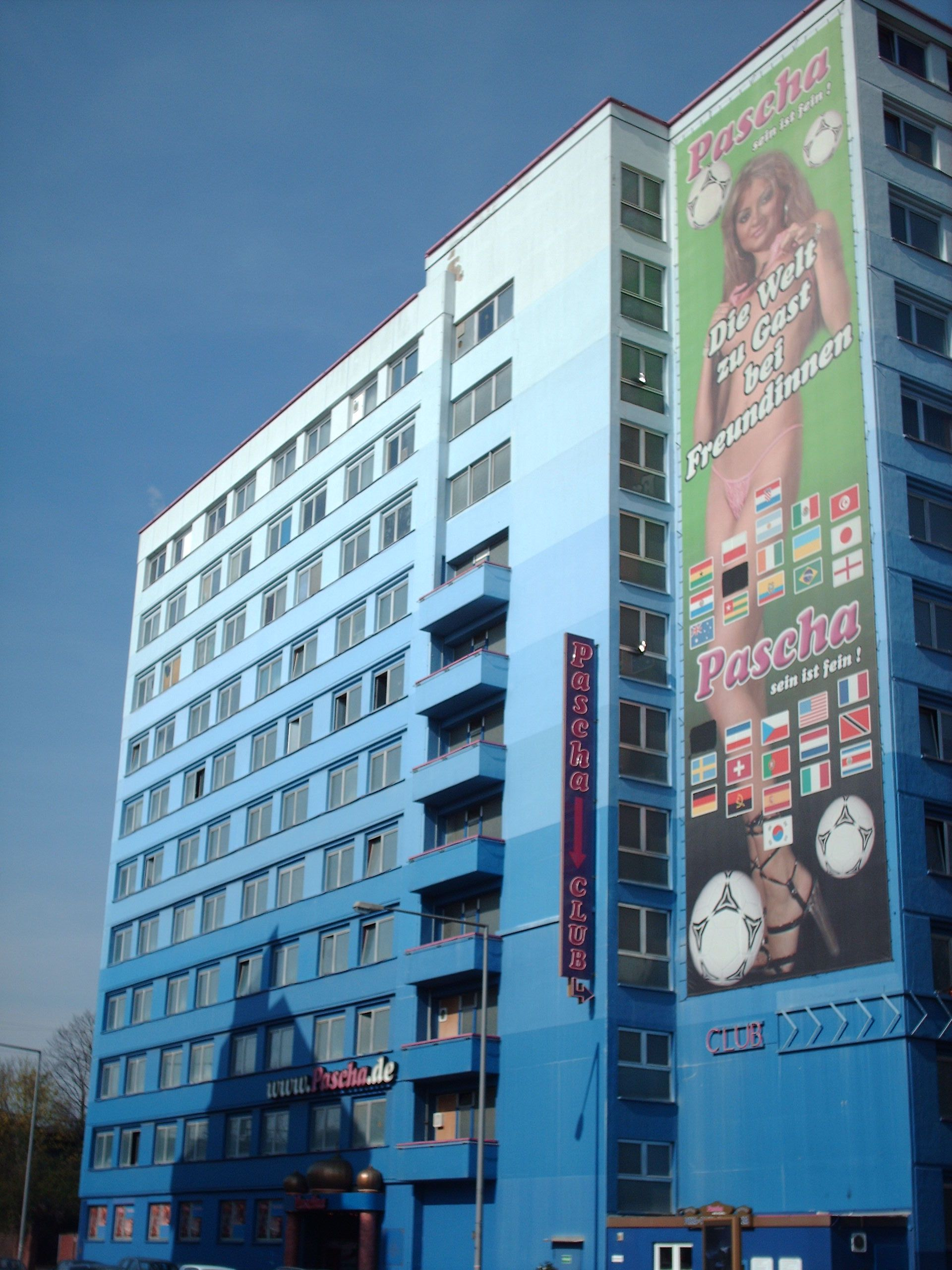
독일 쾰른에 있는 파샤 매춘소는 유럽에서 가장 큰 매춘소이다. 2006년 FIFA 월드컵 동안, 사우디아라비아 국기와 이란 국기가 항의와 위협으로 인해 검게 가려졌다.

매춘소는 사람들이 매춘부와 성행위를 하는 곳이다. 법적 또는 문화적 이유로 인해, 시설들은 종종 자신들을 안마시술소, 술집, 스트립 클럽, 바디 러브 팔러, 스튜디오 또는 다른 설명으로 묘사한다. 매춘소에서의 성 노동은 길거리 매춘보다 안전하다고 여겨진다.

## 법적 지위
1949년 12월 2일, 유엔 총회는 인신매매 및 타인의 매춘 착취 억제를 위한 협약을 승인했다. 이 협약은 1951년 7월 25일에 발효되었고 2013년 12월까지 82개국이 비준했다. 이 협약은 매춘을 "인간의 존엄과 가치에 부합하지 않는다"고 보아 매춘을 퇴치하는 것을 목표로 한다. 협약 당사국들은 개별 매춘부의 규제를 철폐하고 매춘소와 포주를 금지하기로 합의했다. 협약 당사국이 아닌 일부 국가들도 매춘이나 매춘소 운영을 금지한다. 그러나 다양한 유엔 위원회들은 이 문제에 대해 다른 입장을 가지고 있다. 예를 들어, 2012년 반기문이 소집하고 유엔 개발 계획과 유엔 에이즈 합동 계획이 지원한 유엔 에이즈 합동 계획은 매춘소와 포주를 비범죄화할 것을 권고했다.

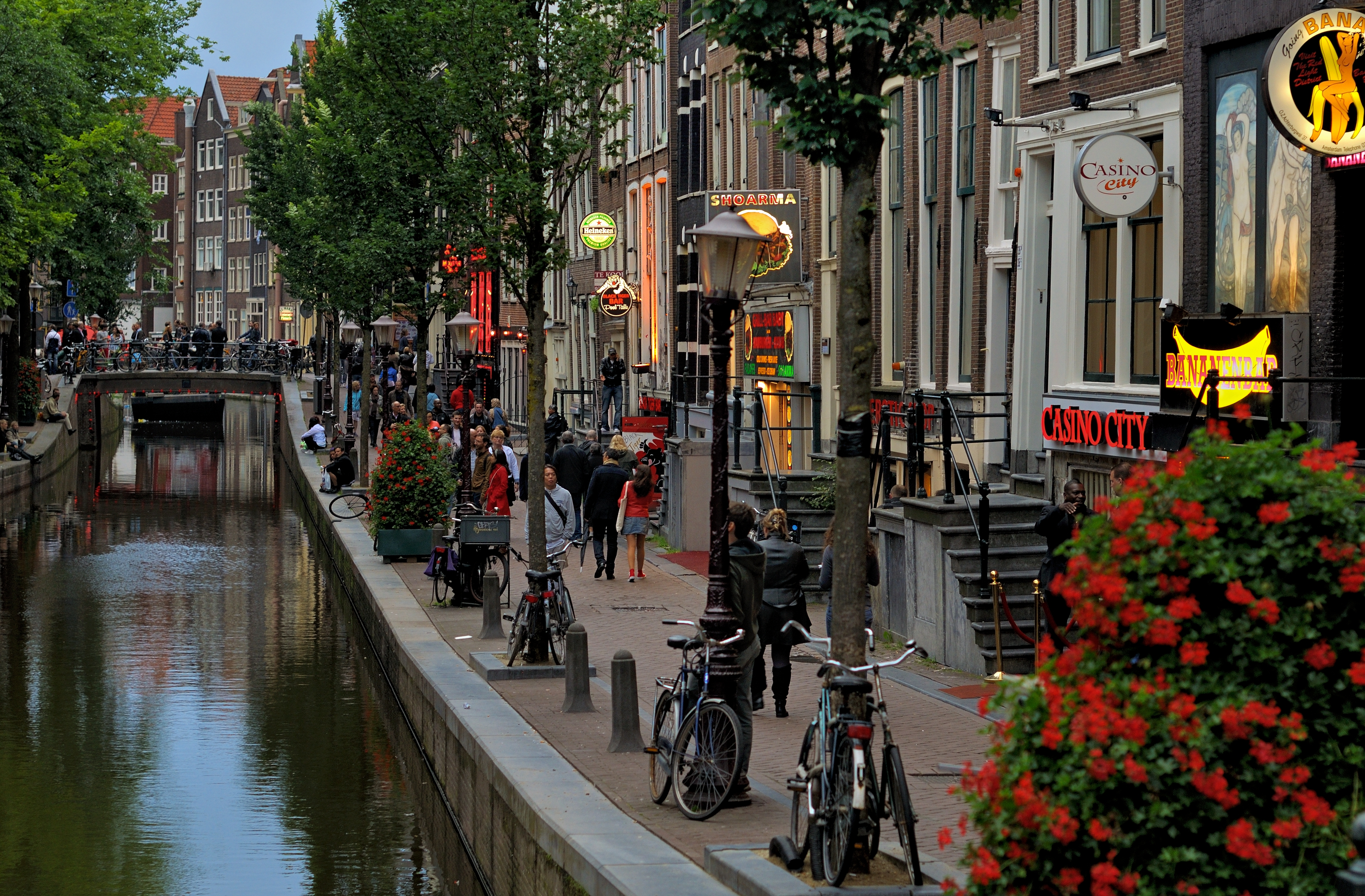
암스테르담의 홍등가는 합법적인 성매매와 마리화나를 판매하는 여러 커피숍과 같은 활동을 제공한다. 이곳은 주요 관광 명소 중 하나이다.

유럽 연합에는 통일된 정책이나 합의된 입장이 없으며, 법률은 국가마다 크게 다르다. 독일과 네덜란드는 가장 자유로운 정책을 가지고 있으며, 스웨덴(그리고 EU 외의 노르웨이와 아이슬란드)에서는 성 구매는 불법이지만 판매는 합법이다. 대부분의 구 공산권 국가에서는 매춘부를 대상으로 하는 법률이 있으며, 영국(북아일랜드 제외), 이탈리아, 스페인과 같은 국가에서는 매춘 행위 자체가 불법은 아니지만, 호객 행위, 포주 행위, 매춘소 운영이 불법이어서 법을 위반하지 않고는 매춘에 종사하기 어렵다. 유럽 여성 로비는 매춘을 "용납할 수 없는 남성 폭력의 한 형태"로 규정하고 "스웨덴 모델"을 지지한다.
2014년 2월, 유럽 의회 의원들은 구속력 없는 결의안(찬성 343표, 반대 139표, 기권 105표로 채택)에서 성 구매는 범죄화하지만 성 판매는 범죄화하지 않는 "스웨덴 모델"에 찬성표를 던졌다.

매춘소는 시안색 또는 녹색으로 표시된 국가 및 지역에서만 합법이다.
비범죄화 - 매춘에 대한 형사 처벌 없음
합법화 - 매춘이 합법이며 규제됨
폐지주의 - 매춘은 합법이지만 매춘소 및 포주와 같은 조직적 활동은 불법이다. 매춘은 규제되지 않는다.
신폐지주의 - 성 구매 및 제3자 개입은 불법, 성 판매는 합법
금지주의 - 매춘 불법
합법성은 현지 법률에 따라 다름

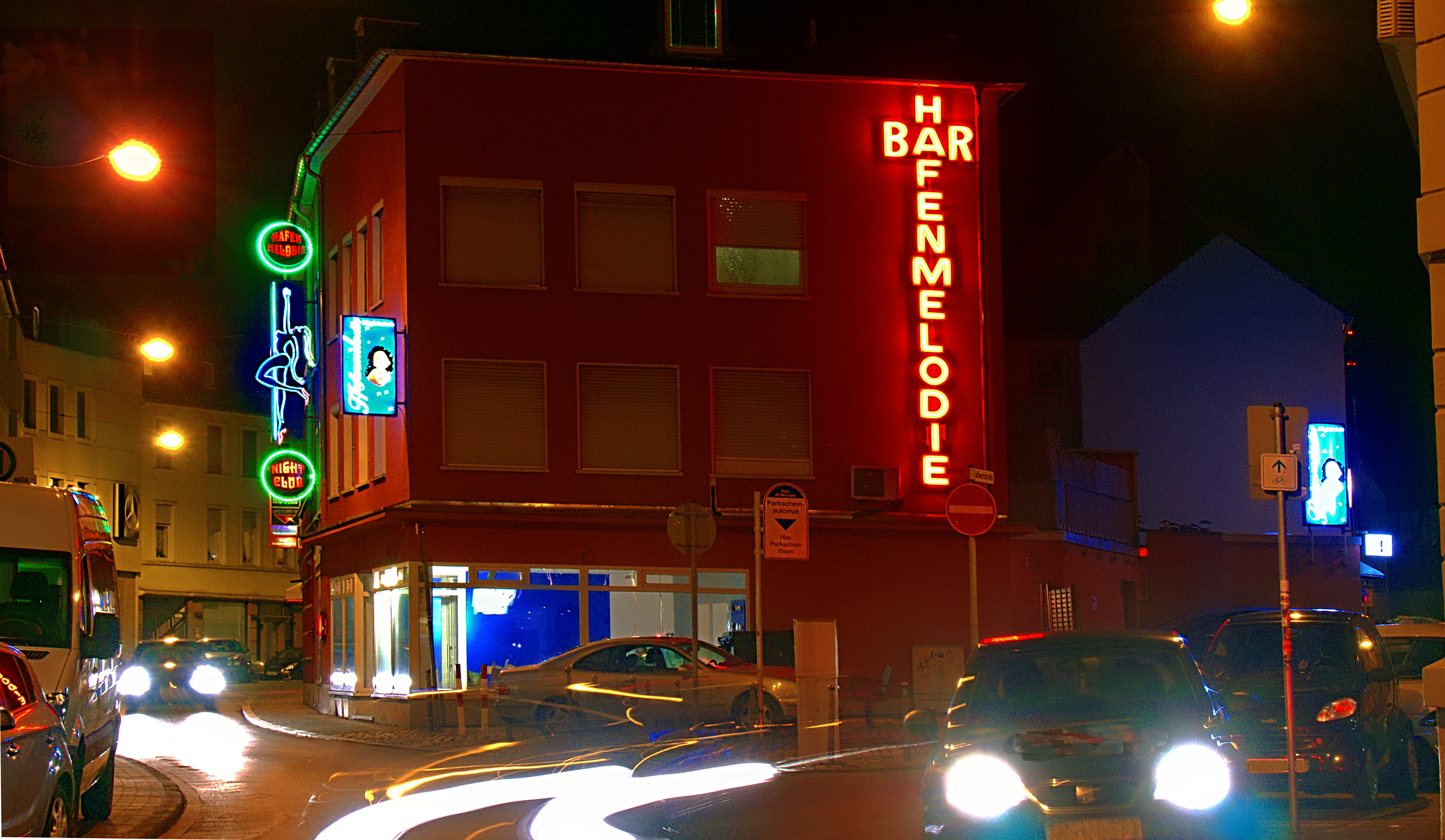
독일 트리어의 매춘소 하펜멜로디

매춘과 매춘소 운영은 많은 국가에서 불법이지만, 알려진 불법 매춘소는 묵인되거나 법이 엄격하게 집행되지 않을 수 있다. 이러한 상황은 전 세계 여러 곳에서 존재하지만, 이러한 정책과 가장 흔히 연관되는 지역은 아시아의 성매매이다. 매춘소가 불법일 때에도 마사지 팔러, 사우나, 스파와 같은 합법적인 사업의 형태로 운영될 수 있다.
일부 국가에서는 매춘과 매춘소 운영이 합법이며 규제된다. 규제 정도는 국가마다 크게 다르다. 대부분의 이러한 국가들은 매춘소를 허용하는데, 이는 적어도 이론적으로는 길거리 매춘보다 덜 문제가 있다고 간주되기 때문이다. 호주 일부 지역에서는 매춘소가 합법이며 규제된다. 규제에는 계획 통제 및 면허, 등록 요건이 포함되며 다른 제한 사항이 있을 수 있다. 그러나 허가된 매춘소가 있다고 해서 불법 매춘소의 운영이 중단되는 것은 아니다. 호주 데일리 텔레그래프의 보도에 따르면, 2009년 시드니의 불법 매춘소는 허가된 시설보다 4대 1로 많았다. 반면 퀸즐랜드주에서는 매춘의 10%만이 허가된 매춘소에서 이루어지며, 나머지는 독립 성 노동자(합법) 또는 불법 운영이었다.
퀸즐랜드에 합법적인 매춘소가 도입된 것은 성 노동자, 고객, 그리고 지역사회 전반의 안전을 향상하고 범죄를 줄이기 위함이었다. 이것은 퀸즐랜드에서 여러 면에서 성공적이었을 수 있으며, 더 바이퍼 룸은 브리즈번과 퀸즐랜드에서 가장 잘 알려지고 깨끗하며 안전하고 가장 높이 평가받는 매춘소 중 하나이다. 네덜란드는 세계에서 가장 자유로운 매춘 정책 중 하나를 가지고 있으며, 많은 다른 국가에서 섹스 관광객을 유치한다. 암스테르담은 홍등가로 유명하며 섹스 관광의 목적지이다. 독일 또한 매우 자유로운 매춘 법률을 가지고 있다. 유럽에서 가장 큰 매춘소는 쾰른의 파샤이다. 듀마스 호텔은 1890년부터 1982년까지 합법적으로 운영되었지만, 매춘소는 현재 미국 전역에서 불법이며, 네바다주의 10개 시골 카운티만 예외이다. 이 10개 카운티 중 6개 카운티에서 운영되는 19개의 허가된 매춘소 이외의 매춘은 주 전체에서 불법이다. 클라크군 내의 모든 형태의 매춘은 불법이다. 클라크군에는 라스베이거스-파라다이스 대도시권이 있다.

## 역사

앙리 드 툴루즈로트레크, 뮬랭 거리의 살롱, 1894

매춘이 직업으로 처음 기록된 것은 기원전  2400년c.경의 수메르 기록에서 나타나는데, 우루크 시의 수메르 사제들이 운영하는 사원 매춘소를 묘사하고 있다. '카쿰' 또는 사원은 여신 이슈타르에게 헌정되었으며 세 종류의 여성을 수용했다. 첫 번째 그룹은 사원 성 의식에서만 공연했으며, 두 번째 그룹은 경내를 자유롭게 돌아다니며 방문객에게도 서비스를 제공했으며, 세 번째이자 가장 낮은 계급의 여성들은 사원 경내에 살았지만 거리에서 고객을 자유롭게 찾을 수 있었다. 후대에는 그리스, 로마, 인도, 중국, 일본에서도 성스러운 매춘과 유사한 여성 분류가 존재했다.

### 유럽
고대 아테네에는 전설적인 입법자 솔론에 의해 규제된 가격의 국가 매춘소가 존재했다. 이 매춘소들은 주로 남성 고객을 대상으로 했으며, 모든 연령대의 여성과 젊은 남성들이 성 서비스를 제공했다(고대 그리스의 성매매 참조). 고대 로마에서는 여성 노예들이 군인들에게 성 서비스를 강요당했으며, 매춘소는 막사 및 도시 성벽 가까이에 위치했다. 매춘소는 어디에나 존재했다. 영업 중임을 알리기 위해 촛불을 켜는 것이 관례였다.
효과적인 피임이 등장하기 전에는 매춘소에서 영아 살해가 흔했다. 일반적으로 여자아이가 출생 시 살해될 가능성이 더 높았던 영아 살해와 달리, 이스라엘 아슈켈론의 매춘소 유적에서는 거의 모든 아기가 남자아이였다는 사실이 밝혀졌다.

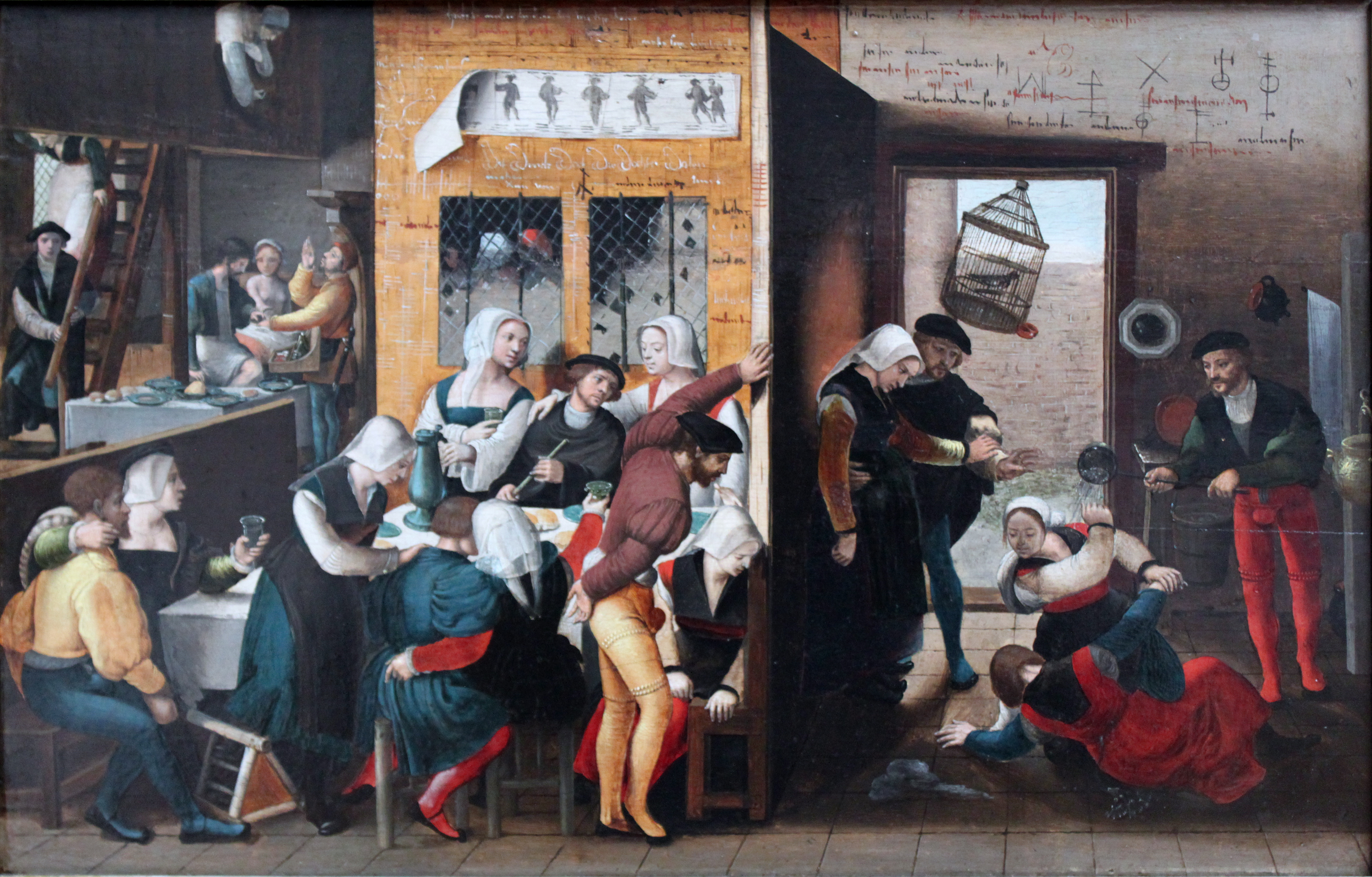
매춘소 장면, 브라운슈바이크 모노그래미스트, 1537, 베를린 회화관

도시들은 1350년에서 1450년 사이부터 시립 매춘소를 설치하기 시작했다. 지방 정부는 종종 합법적인 매춘소를 소유, 운영, 규제했다. 정부는 포주가 매춘소를 열 수 있는 특정 거리를 지정했다. 이러한 도시 구역은 소위 "홍등가"의 전신이었다. 도시들은 포주가 매춘소를 열 수 있는 장소를 제한했을 뿐만 아니라, 매춘소가 영업할 수 있는 시간도 제한했다. 예를 들어, 대부분의 매춘소는 일요일과 종교적 공휴일에는 영업이 금지되었다. 일부 학자들은 이러한 제한이 매춘부들을 교회에 가게 하기 위함이라고 믿지만, 다른 이들은 신도들을 교회에 머물게 하고 매춘소에 가지 못하게 하기 위함이라고 주장한다. 어느 쪽이든, 그날은 포주에게 수입이 없는 날이었다.
매춘소는 남성들을 위한 성적인 배출구로 설치되었지만, 모든 남성이 들어갈 수 있었던 것은 아니다. 성직자, 기혼 남성, 유대인은 금지되었다. 종종 선원이나 상인과 같은 외국인이 주요 수입원이었다. 매춘소를 자주 방문하는 현지 남성은 주로 미혼 남성들이었으며, 고객을 제한하는 법률이 항상 엄격하게 시행된 것은 아니었다. 정부 관리나 경찰은 주기적으로 매춘소를 수색하여 금지된 고객의 수를 줄였다. 그러나 정부가 교회와 매우 밀접하게 관련되어 있었기 때문에 일반적인 처벌은 경미했다. 이러한 제한은 기혼 남성의 아내를 감염으로부터 보호하기 위해 마련되었다.

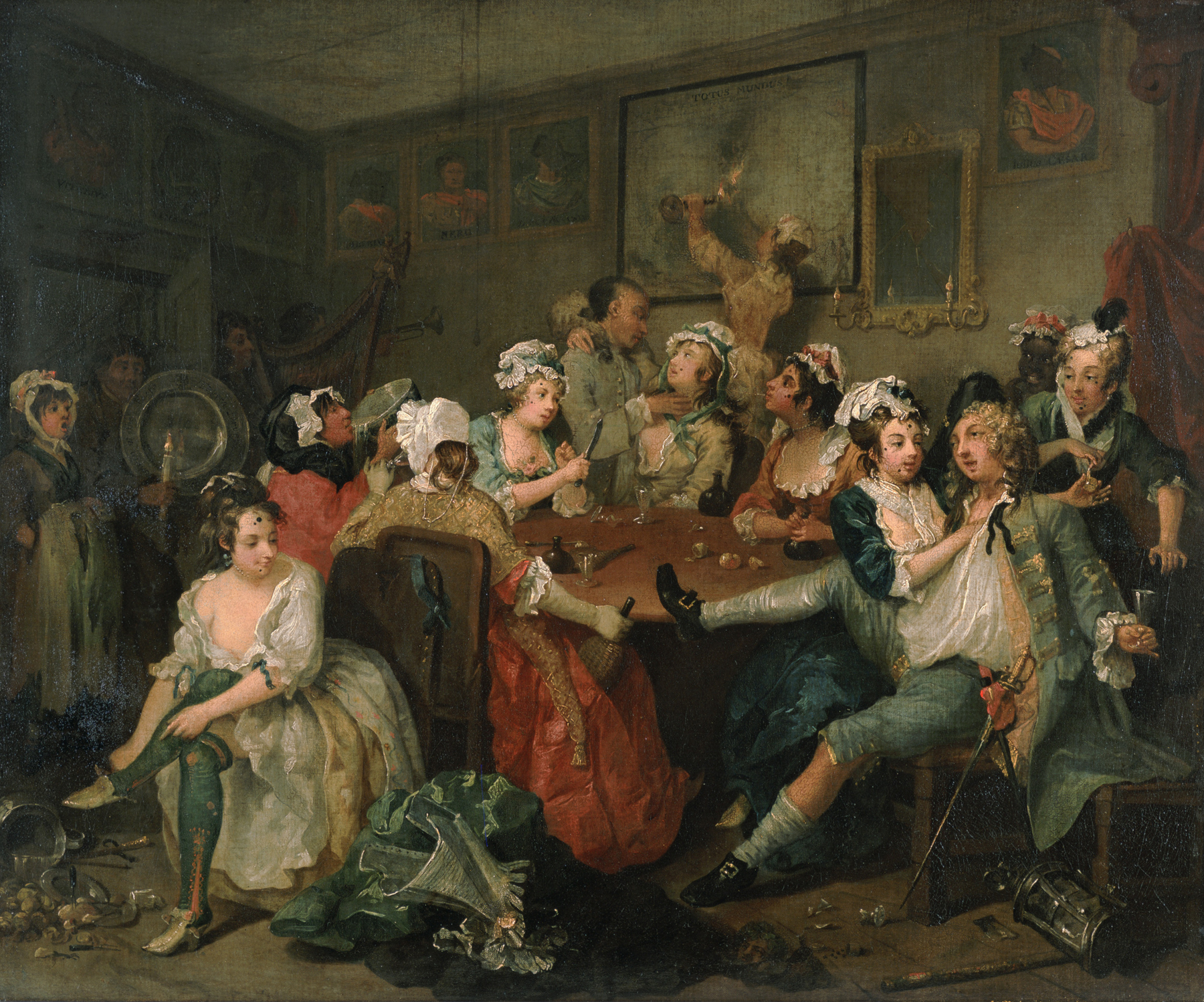
윌리엄 호가스의 《탕아의 편력》 중 매춘소 장면, 1735년

매춘소 거주자들에게는 여러 제한이 가해졌다. 한 가지 제한은 매춘부들이 매춘소 주인에게 돈을 빌리는 것을 금지했다. 매춘부들은 숙식, 의복, 세면도구 등 기본적인 생필품에 대해 매춘소 주인에게 높은 가격을 지불했다. 숙식 가격은 종종 지방 정부에 의해 설정되었지만, 다른 모든 것의 가격은 일반 여성의 전체 수입을 합산할 수 있었다. 매춘부들은 때로는 특별한 연인을 두는 것이 금지되었다. 매춘부들에게 가해진 일부 규제는 고객을 보호하기 위한 것이었다. 성병에 걸린 여성이 발견되면 쫓겨났다. 매춘부들은 남성들을 옷을 잡아당겨 매춘소로 끌어들이거나, 거리에서 괴롭히거나, 미지급 부채로 인해 구금하는 것이 허용되지 않았다. 매춘부들이 입는 옷은 규제되었고, 품위 있는 여성들의 옷과 구별될 수 있어야 했다. 일부 지역에서는 매춘부가 옷에 노란색 줄무늬를 달아야 했고, 다른 지역에서는 빨간색이 구별되는 색상이었다. 다른 도시에서는 매춘부들에게 특별한 머리 장식을 착용하도록 요구하거나, 품위 있는 여성들의 의상을 제한했다. 매춘부들에게 가해진 제한은 그들을 보호할 뿐만 아니라 인근 시민들을 보호하기 위한 것이었다.
유럽 전역에 퍼진 매독 유행병으로 인해 중세 후기 동안 많은 매춘소가 폐쇄되었다. 이 유행병은 크리스토퍼 콜럼버스가 신대륙에서 돌아온 후 스페인과 프랑스군의 약탈로 인해 발생했다. 교회와 시민들 모두 매춘소를 자주 방문하는 남성들이 질병을 집으로 가져와 도덕적으로 올바른 사람들을 감염시킬까 봐 두려워했다.
12세기부터 런던의 매춘소는 클링크의 자유라고 알려진 지역에 위치했다. 이 지역은 전통적으로 민간 당국이 아닌 윈체스터 주교의 권한 아래 있었다. 1161년부터 주교는 이 지역에서 매춘부와 매춘소에 대한 면허를 부여할 권한을 얻었다. 이로 인해 매춘부를 뜻하는 속어인 "윈체스터 구스"가 생겨났다. 이 매춘소에서 일했던 여성들은 기독교식 매장을 거부당했으며, 크로스 본즈로 알려진 비공식 묘지에 묻혔다.

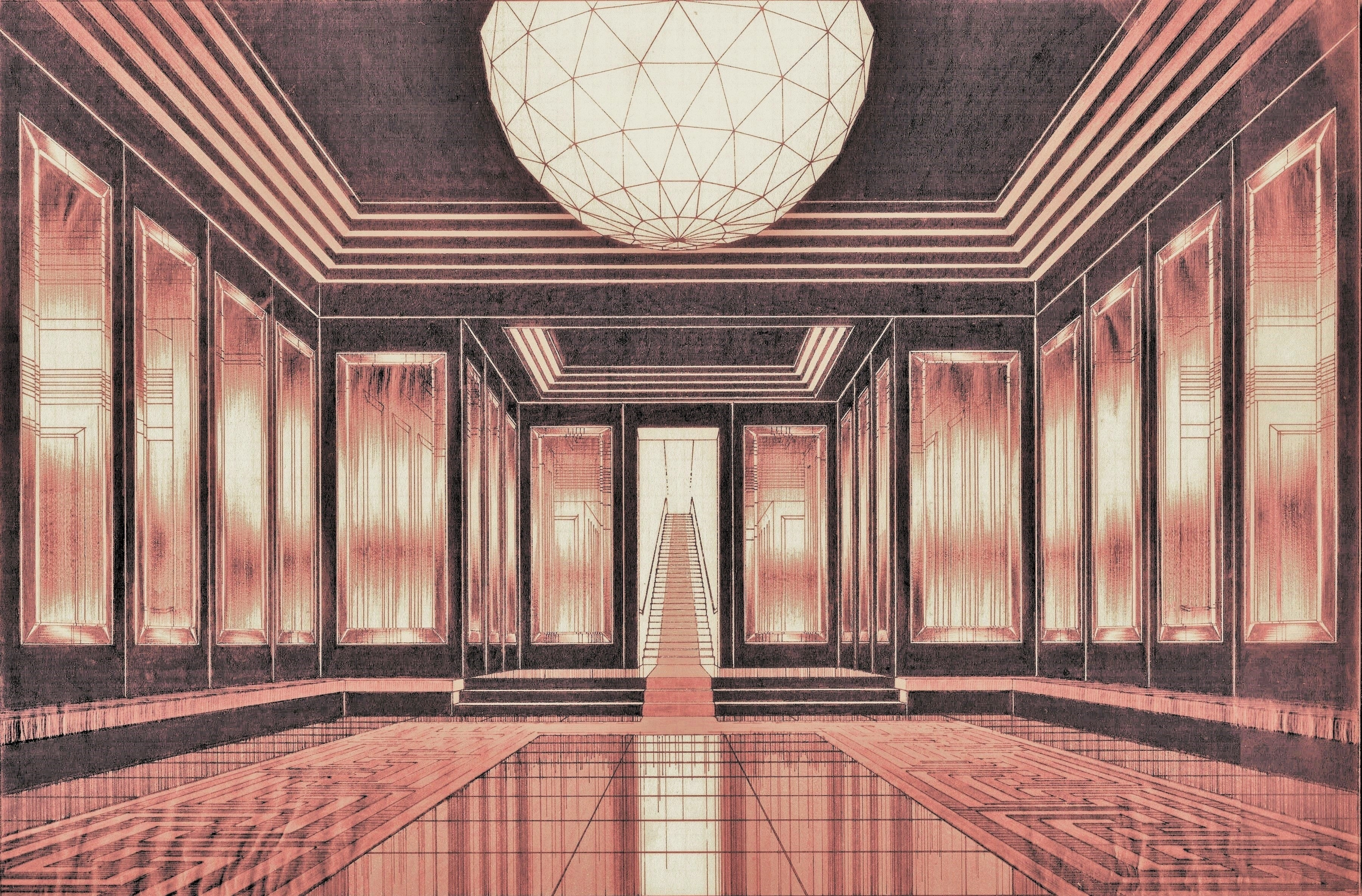
호화로운 매춘소 내부: "B. 부인의 집 대기실", 이탈리아 건축가 아르날도 델리라의 프로젝트, 로마, 1939년.

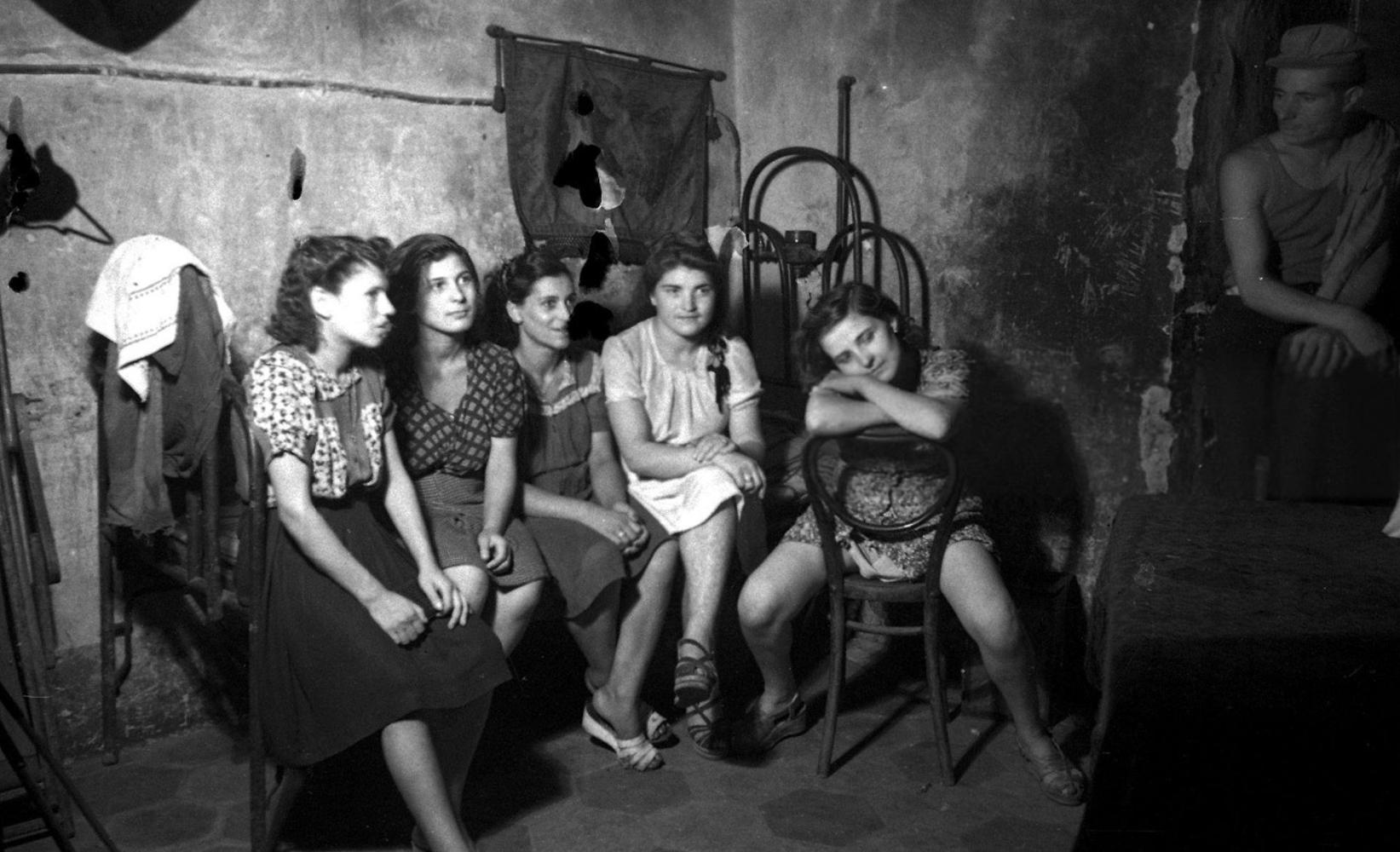
나폴리 매춘소 내부, 1945년

16세기까지 이 지역은 윌리엄 셰익스피어와 관련된 글로브 극장을 포함한 많은 극장들의 본거지였지만, 매춘소는 계속 번성했다. 그 당시 런던의 유명한 매춘소는 홀랜드 리그였다. 고객 중에는 잉글랜드의 제임스 1세와 그의 총신인 제1대 버킹엄 공작 조지 빌리어스가 포함되어 있었다고 한다. 이 매춘소는 여전히 그 이름을 간직한 거리에 위치해 있으며 1631년 연극인 홀랜드 리그의 영감이 되기도 했다. 잉글랜드의 찰스 1세는 실버 크로스 태번을 포함한 여러 매춘소에 면허를 부여했는데, 이 매춘소는 현재까지도 면허가 취소되지 않아 합법적으로 운영되고 있다.
중세 파리 당국은 런던과 같은 길을 걸으며 매춘을 특정 지역으로 제한하려고 시도했다. 루이 9세 (1226년 ~ 1270년)는 보부르 지구에 매춘이 허용되는 9개의 거리를 지정했다. 19세기 초에는 국가 통제를 받는 합법적인 매춘소(당시 "관용의 집" 또는 "폐쇄된 집"으로 알려짐)가 여러 프랑스 도시에 나타나기 시작했다. 법적으로 이들은 여성(보통 전직 매춘부)이 운영해야 했으며, 외부 모습은 눈에 띄지 않아야 했다. 매춘소는 영업 중일 때 빨간 등불을 켜야 했으며(홍등가라는 용어가 여기서 유래함), 매춘부들은 특정 요일에만 집의 책임자와 동반해야만 외출이 허용되었다. 1810년까지 파리에만 공식적으로 승인된 매춘소가 180개에 달했다.
20세기 상반기 동안 샤바네와 스핑크스 같은 파리의 일부 매춘소는 제공하는 사치스러움으로 국제적으로 유명했다. 프랑스 정부는 때때로 샤바네 방문을 외국 국빈들을 위한 프로그램의 일부로 포함시켰고, 공식 프로그램에서는 이를 상원 의장과의 만남으로 위장했다. 1917년에 파리 2구에 설립된 호텔 마리니는 게이 남성 고객들을 대상으로 하는 것으로 잘 알려진 여러 곳 중 하나였다. 그러나 호텔 마리니를 포함하여 게이 매춘소로 의심되는 건물들은 잦은 경찰 단속의 대상이 되었는데, 이는 당국이 이들에 대한 관용이 적었음을 시사할 수 있다.

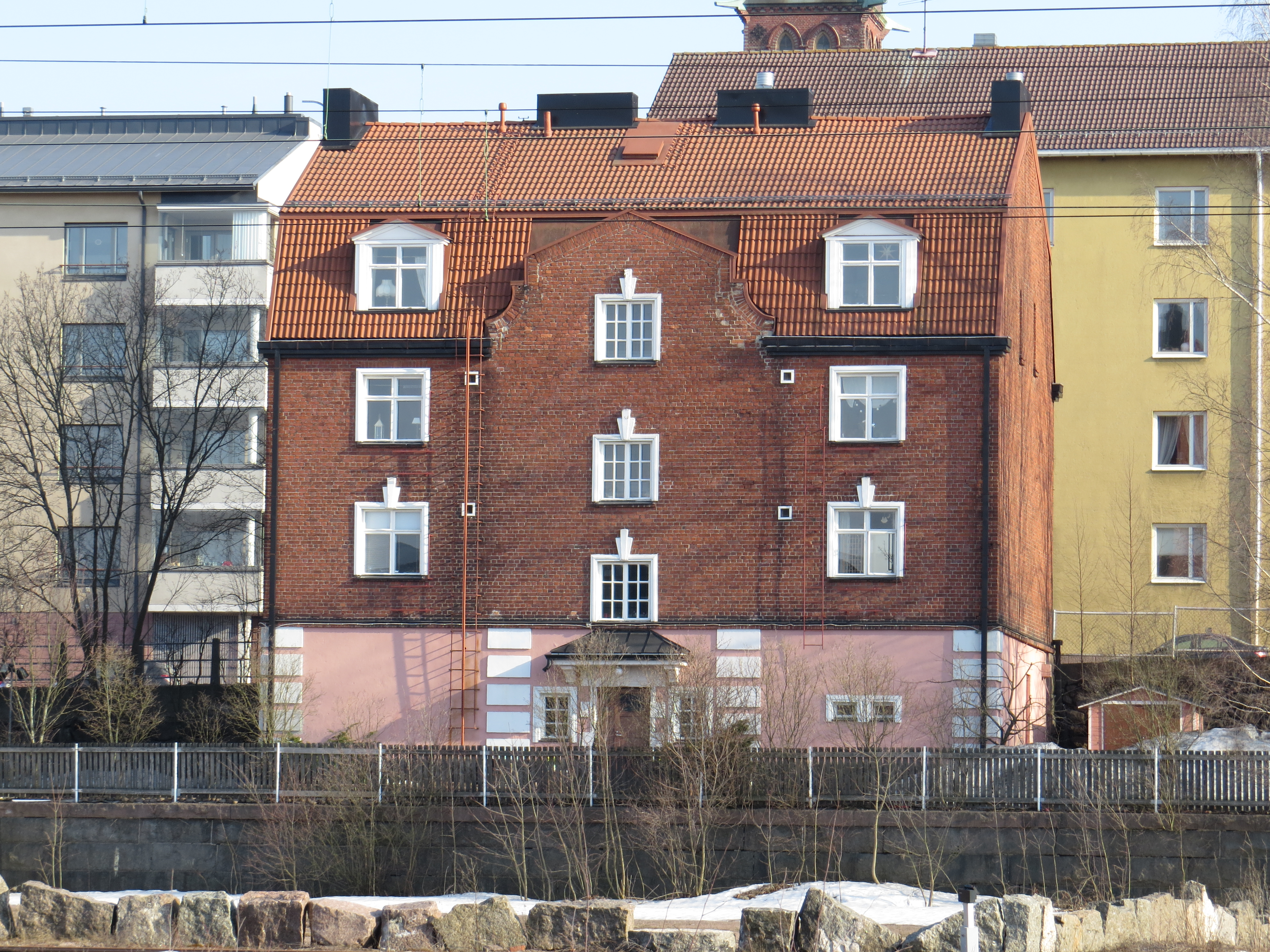
"레드 하우스"로도 알려진 모이돔 1은 1920년대 콧카에 지어진 벽돌집으로, 호텔 운영 외에 불법 매춘소로도 사용되었다. 현재 이 집은 주거용으로만 사용된다.

대부분의 유럽 국가에서는 제2차 세계 대전 이후 매춘소가 불법화되었다. 프랑스는 1946년 마르트 리샤르의 캠페인 이후 매춘소를 불법화했다. 이에 대한 반발은 부분적으로 프랑스 점령 기간 동안 독일군과의 협력 때문이었다. 파리의 22개 매춘소는 독일군이 독점적으로 사용하기 위해 징발되었고, 일부는 독일 장교와 병사들을 대상으로 많은 돈을 벌었다. 프랑스 수도의 몽마르트르 지구에 있던 한 매춘소는 포로와 격추된 비행기 조종사들의 탈출 네트워크의 일부였다.
이탈리아는 1959년에 매춘소를 불법화했다. 2010년대에는 일부 매춘소에 섹스 돌과 섹스봇이 도입되었다.

### 동아시아
고대 중국에도 매춘은 존재했지만, 매춘소 시스템을 계획한 것은 정치인 관중이었다. 춘추 시대인 기원전 645년, 제나라의 정치인 관중은 도시에 매춘소를 설립할 것을 제안했고, 매춘소 운영은 공식적으로 승인되었다. 700명에 달하는 여성들이 매춘소에서 매춘부로 일했다. 관중은 이러한 종류의 매춘소를 "여려(女闾)"라고 불렀다. 고대 중국의 매춘부들은 대부분 매우 가난한 가정 출신이었고, 가족에 의해 매춘소에 팔려 매춘부로 일했다. 매춘부들은 가족에게 매춘소 밖에서 비밀리에 매춘을 하도록 요구받기도 했다. 일부 소녀들은 구걸하며 매춘소로 끌려오기도 했다. 또한 남편에게 매춘소로 재판매되거나 인신매매범에게 유혹되어 매춘소로 끌려오는 여성들도 있었다. 매춘부들의 생활 조건은 좋지 않았지만, 고급 매춘소의 매춘부들의 생활 조건은 저급 매춘소보다 나았다. 고급 매춘소의 매춘부들은 부유하고 교육받은 고객들에게 성을 팔았기 때문에 일부 매춘부들은 예술 관련 내용을 배우기도 했다. 그러나 고급 매춘소는 여전히 매춘의 장소였으며, 매춘부들도 매춘을 주업으로 삼았다. 그들의 공연은 많은 포르노 콘텐츠를 포함하고 있었고, 공연은 전문적인 분야가 아니었다. 고대 중국에서는 매춘소의 이름이 다양했고, 각 왕조마다 다른 이름이 사용될 수 있었다. 고대 중국에는 가무를 공연하는 장소도 있었는데, 이 가무 장소들도 이름이 다양했고, 왕조에 따라 이름이 바뀌기도 했다. 고대 중국의 가무 장소는 매춘소가 아니었다. 기녀는 전문적인 여성 가무 공연가였으며, 매춘부가 아니었고, 대부분의 기녀는 매춘에 종사하지 않았다. 고대 중국의 기녀는 유명한 시인과 귀족들을 대상으로 했다. 그들은 가무를 공연하는 것 외에도 이 남성들과 시에 대해 이야기하고 즐거운 대화를 나누었다. 매춘은 거의 찾아볼 수 없었지만, 이 남성들과 낭만적인 관계를 발전시키기도 했다. 고대 중국의 이러한 기녀 문화는 청나라 말기와 중화민국 시기에 체계적으로 사라졌다. 고대 중국에는 남창도 존재했다. 공개적인 남성 매춘소는 일반적으로 명청 시대에 나타났으며, 이러한 남성 매춘소는 고대에 공식적으로는 반개방적이었다. 남성 매춘소의 남성 매춘부들도 예술을 배우기도 했지만, 매춘부들과 마찬가지로 전문적인 공연가는 아니었다. 남성 매춘부들은 매춘의 가격을 높이기 위해 예술을 배웠고, 그들의 직업 내용은 매춘에 종사하는 것이었다. 매춘에 연루되지 않은 남성 공연가들은 종종 그러한 남성 매춘부들과 교류하는 것을 꺼렸고, 공개적으로 그들과 거리를 두었다. 남성 매춘소와 남성 매춘부의 수는 여성 매춘소와 매춘부보다 훨씬 적었지만, 남성 매춘소는 부유한 남성 고객에게만 성을 팔았다. 중화민국 시대에는 사회적 불안정과 기타 문제로 인해 중국에 많은 매춘소와 매춘부가 있었다. 신중국 건국 이후, 매춘소는 폐쇄되었고 매춘과 매음은 불법화되었다. 신중국은 매춘부들을 성병 치료, 심리 상담, 직업 기술 교육을 제공하고 합법적인 직업을 주선하여 전업을 도왔다.
[유곽] 오류: {{nihongo}}: transliteration text not Latin script (pos 4: 유) (도움말) (유곽)은 일본 역사상 합법적인 홍등가였으며, 매춘소와 함께 유녀라고 총칭되는 매춘부, 그 중에서도 높은 계급은 오이란으로 알려져 있었고 일본 정부의 인정을 받아 운영되었다. 매춘은 공식적으로는 이러한 지역에서만 합법적으로 종사하고 비용을 지불할 수 있었지만, 매춘부와 매춘소가 불법적으로 운영되는 여러 곳이 있었다. 요시와라는 18세기에 약 1,750명의 여성이 있었고, 한때 일본 전역에서 온 약 3,000명의 여성 기록이 있었다. 많은 여성들은 일반적으로 매춘소에 노예처럼 속박되어 있었다. 부모에 의해 속박된 경우, 종종 더 큰 선불금을 받았다. 노예 계약은 종종 5년에서 10년을 넘지 않았지만, 이 여성들이 축적한 빚 때문에 훨씬 더 오랫동안 거기서 일해야 할 수도 있었다. 많은 여성들이 계약을 완료하기 전에 성병으로 사망하거나 낙태 실패로 사망하기도 했다.

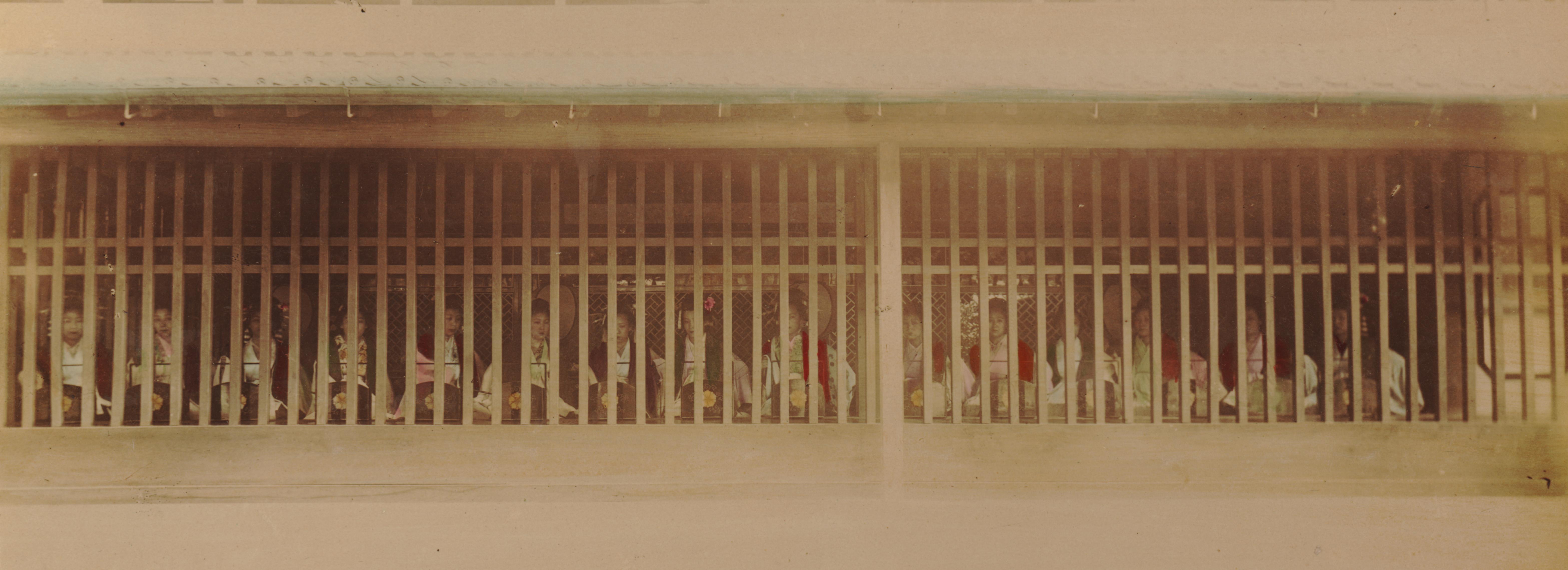
구사카베 김베이가 c. 1890년경 시즈오카시에서 촬영한 하리미세 뒤에 앉아 있는 일본 매춘부

음간다실(陰間茶室)은 일본 에도 시대에 남성에게 동성 성 서비스를 제공하던 남성 매춘소를 일컫는다. 매춘소의 남성 매춘부들은 주로 남성 고객에게 서비스를 제공했지만, 간혹 소수의 여성 고객도 있었다. 남성 매춘소의 남성 매춘부들은 일반적으로 13세에서 20세 사이였다. 일본 역사에서 많은 게이샤는 매춘부가 아니었으며, 게이샤 집은 매춘소와 달랐다. 일본의 게이샤는 좋은 식탁 예절, 예술적 기술, 우아한 스타일, 세련되고 전술적인 대화 기술을 강조했다.
한국 역사에도 매춘부가 매춘을 하던 매춘소가 있었다. 또한 공연을 제공하는 기생 예술 공연장도 있었다.

### 인도
많은 인도 번왕국 정부는 1860년대 이전에 인도의 성매매를 규제했다. 인도 제국은 1864년 주둔법을 제정하여 인도 식민지 시대의 성매매를 규제했는데, 이는 영국군이 집을 떠나 있을 때 성적 만족을 추구할 수 있도록 필요한 악을 수용하는 문제로 여겨졌기 때문이다. 주둔법은 영국의 병영에서 매춘을 규제하고 조직화했는데, 이는 천 명의 영국군 연대당 약 12명에서 15명의 인도 여성들을 차클라스라고 불리는 매춘소에 두었다. 이들은 군 관계자에 의해 허가되었고 병사들과만 어울릴 수 있었다.
인도의 매춘소는 1920년대 초에 생겨났는데, 마하라슈트라주의 라바니와 같은 춤 스타일과 타마샤 예술가라고 불리는 무용극 공연 예술가들이 매춘부로 일하기 시작하면서였다. 이러한 직업은 카스트 및 소득 수준과 밀접하게 관련되어 있었다.

### 미국

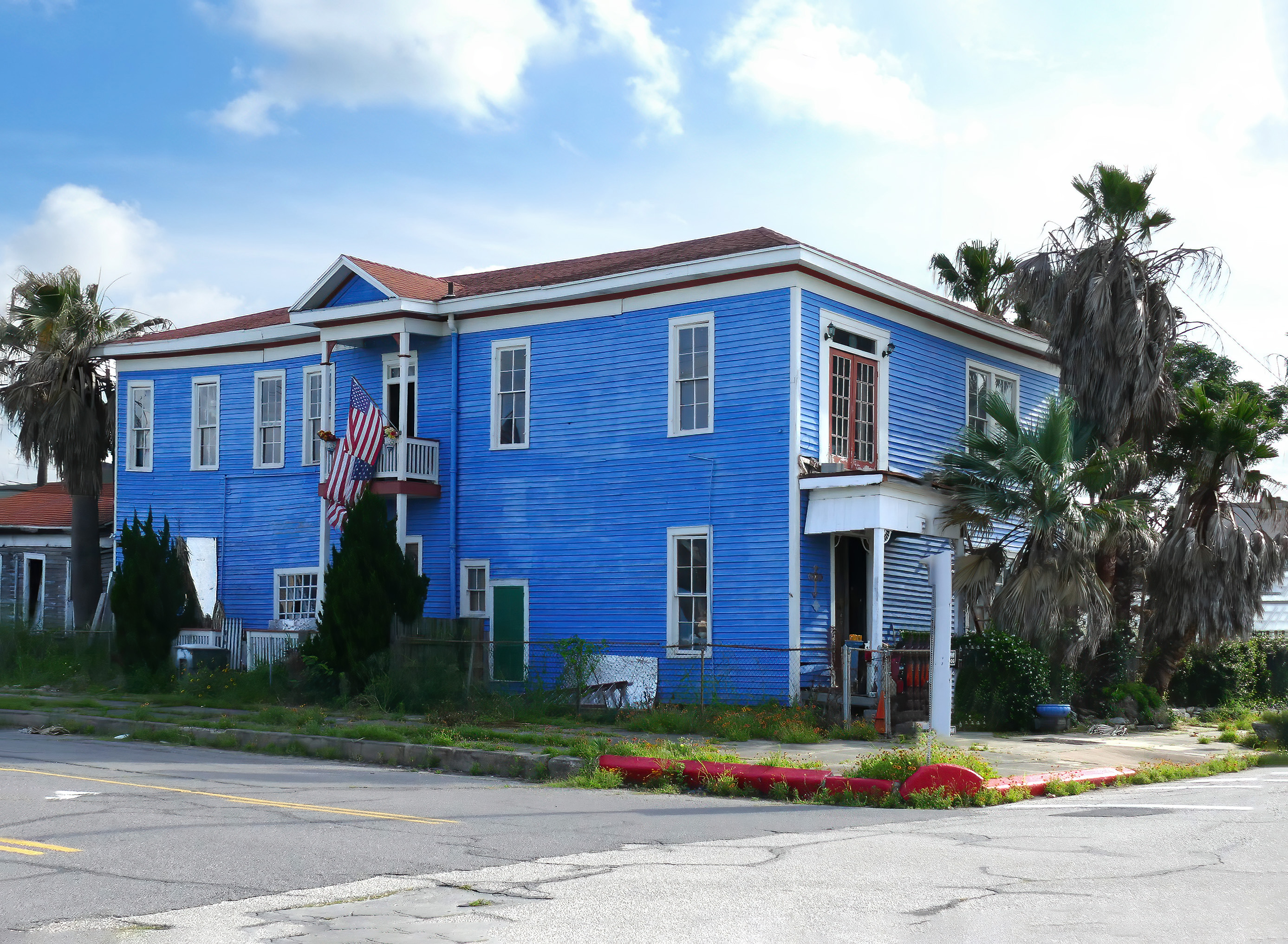
갤버스턴의 개방적인 시절 매춘소의 마지막 사례

1911년부터 1913년까지 미국 법무부는 매춘소의 매춘부 수를 세어 당시 매우 두려워했던 "백인 노예 매매"에 대한 데이터로 활용했다. 이 노력은 동부 26개 주의 318개 도시에서 정보를 수집했다. 약 10만 명의 여성이 매춘소에서 일하는 것으로 추정되었지만, 일부는 전체 매춘부 수가 50만 명에 달한다고 추정했다.
19세기 후반, 미국의 매춘소는 비밀이 아니었다. 조지 니랜드는 미국에서 조직화된 성매매 사업에 대한 그의 증대하는 우려를 잘 표현하며, 매춘이 "도시의 정치, 문화, 경제 생활의 가장 깊은 곳까지 침투한 고도로 상업화되고 수익성 높은 사업"으로 성장했다고 말했다. 매춘소는 일반적으로 "무질서한 집"으로 불렸고, 그곳의 거주자들은 여러 이름으로 불렸는데, 일부는 완곡한 표현이었다. 예를 들어, 버려진 여자, 창녀, 즐거운 데이지, 타락한 천사, 기쁨의 딸, 보석 박힌 새, 저녁의 숙녀, 그늘진 숙녀, 더러워진 비둘기, 방탕한 여자, 도시의 여자 등이었고, 일부는 덜 친절한 표현이었다. 예를 들어, 창녀, 창녀, 그리고 창녀 등이었다. 19세기가 진행되면서, 매춘은 때때로 필요한 호객 행위라기보다는 직업으로서 더 흔해졌다. 이러한 변화의 결과로, 매춘이 행해지는 방식도 바뀌었다. 많은 매춘부들은 여전히 독립적으로 일을 했지만, 새로운 계층의 전문 매춘부들은 정기적인 사업을 할 장소에 대한 수요를 창출했고, 매춘소가 이러한 목적을 충족시켰다.
방문객들은 1895년 콜로라도 여행자 가이드와 같은 지역 또는 주 전체의 안내 책자를 통해 무질서한 집을 쉽게 찾을 수 있었다. 이 66페이지 분량의 안내서는 관심 있는 고객이 어떤 매춘소가 자신에게 적합한지 결정하는 데 도움을 주었다. 이 안내서는 완곡한 표현을 사용하지 않고 유혹했지만, 당시의 기준으로는 대담했지만 조잡하지는 않았다. 몇 가지 예시를 들면: "매일 밤 손님을 접대하기 위해 20명의 젊은 여성들이 고용됩니다"와 "낯선 분들을 진심으로 환영합니다". 일부 지역에서는 매춘소를 단순히 무시할 수 없었다. 19세기 당국은 뉴올리언스 시를 다음과 같이 묘사한다: "이곳의 방탕과 매춘의 정도는 실로 경악할 만하며, 아마도 전 문명 세계에서 비할 바가 없을 것이다. 이러한 방종과 행위는 너무나 일반적이어서 사람들은 자신의 행위를 감추거나 위장하려 하지 않는다."
평균적인 집에는 5명에서 20명의 일하는 여성이 있었다. 일부 고급 매춘소는 직원 하인, 음악가, 경호원도 고용했다. 전형적인 매춘소에는 여러 침실이 있었고, 모두 가구가 비치되어 있었다. 일부 고급 매춘소는 훨씬 더 컸다. 버지니아주 알링턴의 메리 앤 홀이 소유한 매춘소가 그러했다. "25개의 방이 있는 꽤 웅장한 집이었고, 벽돌 담으로 둘러싸여 있었다. 내부는 우아하게 꾸며져 있었다. 1층의 주요 방에는 대형 유화, 브뤼셀 카펫, 붉은 플러시 '거실 가구', 에타제르(작은 장식품을 놓는 선반), 그리고 수많은 은제품이 있었다." 메리 앤 홀의 저택 밖 지역에 대한 고고학 발굴 결과는 주변 노동계급 지역보다 우수한 품질의 폐기물을 드러냈다. 여기에는 많은 샴페인 병과 코르크, 그러한 병에서 나온 철사 우리, 향수병, 금박 테두리가 있는 고급 도자기, 그리고 이 고급 매춘소에서 우아한 식사가 제공되었음을 나타내는 이국적인 음식(코코넛 껍질과 베리 씨앗, 소고기, 생선, 돼지고기 뼈)의 잔해가 포함되었다. 이 "5달러 및 10달러 살롱 하우스"는 부유한 남성들을 유치했는데, 이들은 이 시설을 신사들의 사교 클럽처럼 활용했으며, 그곳에서 사업 및 정치적 연줄을 만들고, 동료들과 만나며, 와인, 샴페인, 여성과 함께 호화로운 저녁 식사를 했다. 매춘소는 부유한 사람들을 위한 곳만은 아니었다. "1달러 집"은 노동 계급 사람들이 방문했다. 1910년 캔자스 주 부도덕 보고서는 이 둘을 비교한다: "일부 매춘소는 가장 고급스러운 실내 장식 의자, 잘 그려진 그림, 값비싼 양탄자를 포함한 값비싼 가구와 비품으로 갖춰져 있었던 반면, 다른 곳은 혐오스러운 불결함의 오두막이었다."
여성들은 각계각층에서 매춘소에 합류했다. 평균 매춘부의 나이는 약 21세였지만, 13세만큼 어린 매춘부도 많았고 50세만큼 나이가 많은 매춘부도 있었다. 일반적으로 젊고 가난하며 문제 많은 여성들의 탈출구로 여겨졌지만, 매춘소는 때로는 예상치 못한 사람들을 유혹하기도 했다. 숙련된 음악가와 가수들은 쉬운 돈과 즐거운 시간을 얻을 수 있다는 관심에 이끌려 매춘에 빠져들기도 했다. 다른 일부는 지루하거나, 학대적이거나, 그렇지 않은 불만족스러운 결혼 생활에서 벗어나기 위해 매춘소로 향했다. 그들은 다양한 계층, 민족, 연령 출신일 수 있었지만, 매춘소를 시작하거나 합류한 대부분의 여성들은 공통된 목표를 가지고 있었다: 빠른 돈. 많은 여성들은 항상 그들의 포주에게 빚을 지고 있었다. 신용 부족으로 인해 매춘부는 자신의 직업에 필요한 물품(파우더, 화장품, 향수, 이브닝웨어)을 구매할 수 없었고, 포주를 통해 구매해야 했다.
자주 전직 매춘부였던 몇몇 마담들은 독립적으로 부유해졌다. 그 중 한 명이 버지니아 주 알링턴의 메리 앤 홀이었다. 분명히 매력적이고 유능한 사업가였던 메리 앤은 부지를 구입하고 벽돌집을 지었다. 그곳은 앞으로 40년 동안 캐피톨 힐 바로 아래에 위치한 고급 매춘소로 운영될 예정이었다. 그녀의 매춘소는 매우 수익성이 좋았고, 메리 앤은 여러 명의 노예와 여름 별장을 살 수 있었다. 그녀는 매춘부들의 행동에 대한 책임이 있었는데, 약물 남용이 흔했기 때문에 이는 어려울 수 있었다. 마담들의 큰 관심사는 사업 거래를 신중하게 하고 법을 잘 지키는 것이었다. 그들은 자선 단체, 학교, 교회에 돈을 기부함으로써 그렇게 했다.
그러한 노력에도 불구하고, 이익의 대부분은 여전히 법적 벌금과 수수료로 나갔다. 매춘은 대체로 불법이었기 때문이었다. 이러한 벌금을 제때 지불하면 대개 포주는 사업이 폐쇄될 염려 없이 계속될 수 있음을 보장받을 수 있었다. 매춘소는 다른 세입자들보다 훨씬 높은 임대료를 지불해야 했다. 또 다른 고급 유곽은 사우스캐롤라이나주 찰스턴의 빅 브릭으로, 솔로몬 코헨 페이쇼토 목사의 딸이자 이 도시 역사상 가장 악명 높은 매춘소의 마담이었던 그레이스 페이쇼토가 짓고 운영했다.
마담은 자신의 사업에 계속 관여했다. 그렇게 많은 사람이 있는 집을 운영하려면 기술이 필요했다. 매춘소는 정기적인 음식 구입과 음식 준비가 필요했다. 마담은 침대 시트처럼 저녁에 여러 번 갈아야 하는 매춘소의 청결을 감독해야 했고, 고객을 위한 와인과 주류를 비축해야 했다. 그녀는 매춘소의 우두머리였으므로 하인, 하녀, 매춘부를 해고하고 고용했다. 매춘소에 새로운 얼굴은 고객들이 원했으므로 마담은 모집할 새로운 여성들을 찾아야 했다. 때로는 덜 바람직한 여성이더라도 젊음과 미모를 가진 여성을 받아들여야 했다. "새로운" 매춘부는 마담으로부터 훈련, 화장품, 옷을 받았다. 캔자스시티 출신의 한 매춘부는 시카고의 유명한 아이스 팰리스에 필요한 "적절한" 행동과 복장에는 자신이 없다고 말했다고 기록되어 있다.
20세기 초, 성매매나 다른 음란 행위 목적으로 사용되는 무질서한 집이나 다른 주거지는 몇 가지 예외를 제외하고는 불법이었다. 아칸소, 켄터키, 루이지애나, 뉴멕시코, 사우스캐롤라이나 주가 그 예외였다. 처벌은 1,000달러 벌금과 징역부터 훨씬 적은 벌금까지 다양했다.

### 군대 매춘소
최근까지 전 세계 여러 군대에서는 특히 장기 해외 파견 전투 부대에 보조 단위로 이동식 매춘소가 딸려 있었다. 논란이 많은 주제이기 때문에 군대 매춘소와 그곳에서 성 서비스를 제공했던 여성들은 종종 창의적인 완곡어법으로 지칭되었다. 그러한 전문 용어의 예로는 la boîte à bonbons("사탕 상자")가 있으며, 이는 "종군군사매춘소"라는 용어를 대체하는 것이었다. 프랑스는 제1차 세계 대전, 제2차 세계 대전, 제1차 인도차이나 전쟁 동안 최전선이나 고립된 주둔지와 같이 매춘소가 드문 지역에서 전투에 직면한 프랑스 병사들에게 성 서비스를 제공하기 위해 이동식 매춘소를 사용했다. 프랑스에서는 1946년에 매춘소가 불법화되었지만, 프랑스 외인부대는 1990년대 후반까지 이동식 매춘소를 계속 사용했다.
제2차 세계 대전 중, 일본 제국 점령군에 의해 성노예로 강제된 동아시아 전역의 여성들이 위안소로 알려진 매춘소에서 일했다. 이 여성들은 "위안부"라고 불렸다. 유럽에서의 제2차 세계 대전 중, 나치 독일은 군대 매춘소를 만들었으며, 특히 폴란드를 포함한 나치 점령 유럽에서 온 약 34,140명의 노예 여성들이 매춘소에서 매춘부로 강제 노동하게 되었다.
제2차 세계 대전 후 일본이 항복하자 일본 정부는 특수위안시설협회를 조직하고 55,000명의 "애국 여성"들을 징집하여 연합군 점령에 "자신을 희생"하고 순수한 일본 여성들의 정절을 보호하도록 했다.
대한민국에서는 UN군을 위해 매춘부로 일한 여성들을 양공주라고 불렀다. 1950년대와 1960년대 사이에 한국 매춘부의 60%가 미군 기지 근처에서 일했다. 1990년대 중반 이후, 필리핀 여성들이 한국의 미군을 위해 매춘부로 일했다. 2010년, 필리핀 정부는 프로모터들이 필리핀 여성들을 한국의 미군 기지 근처에서 일하게 하기 위해 사용하는 계약 승인을 중단했다.

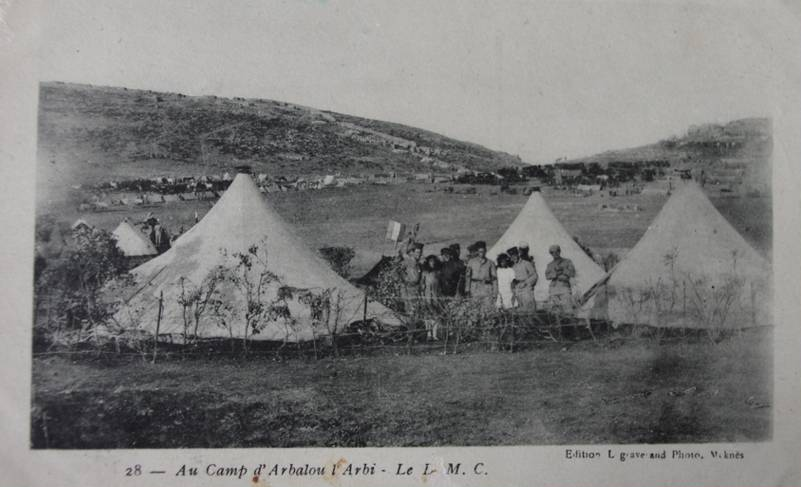
1920년대 모로코의 종군군사매춘소
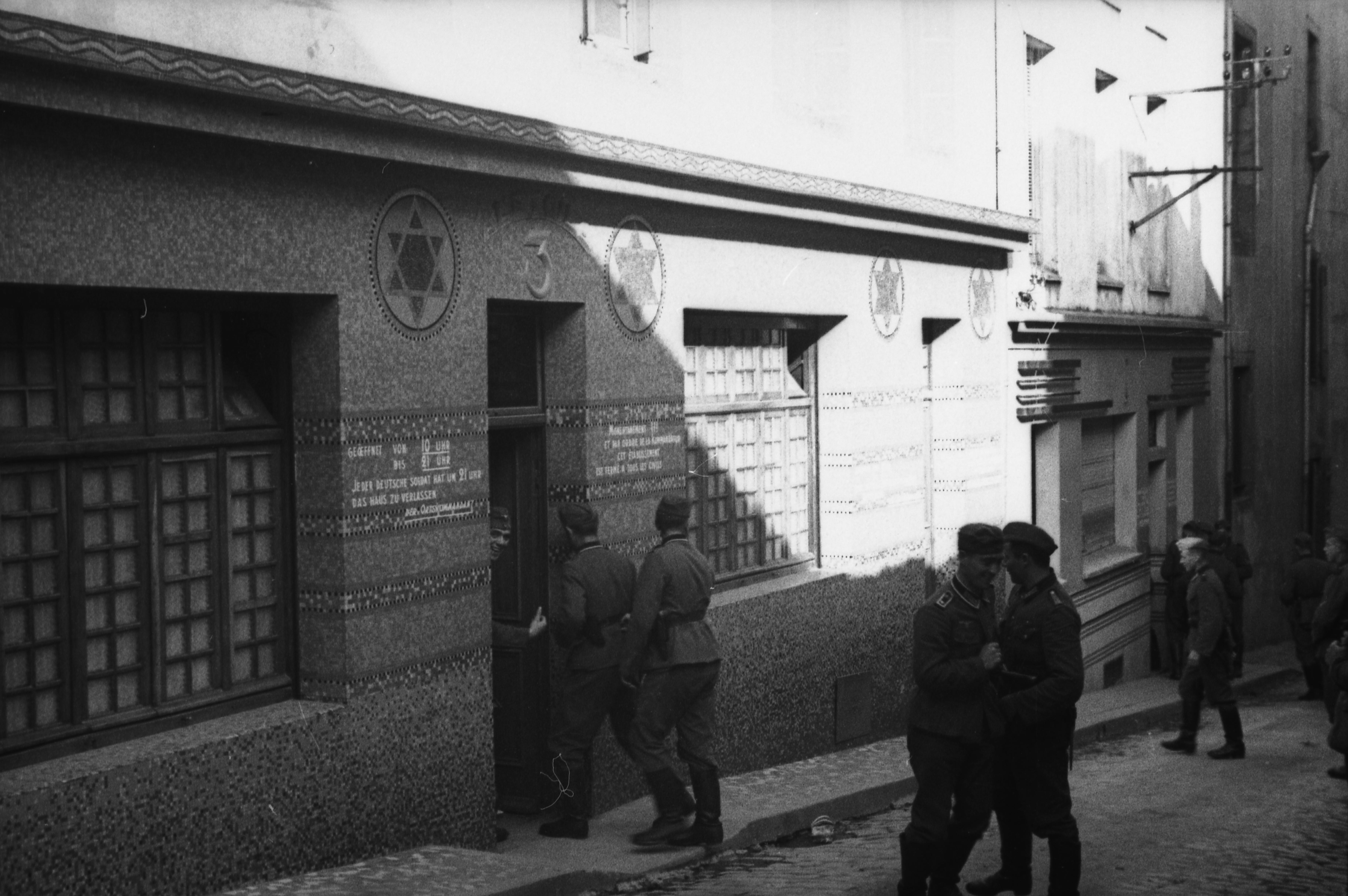
독일 군인들이 프랑스 브레스트의 군용 매춘소로 들어서고 있다 (1940년). 이 건물은 과거 유대교 회당이었다.
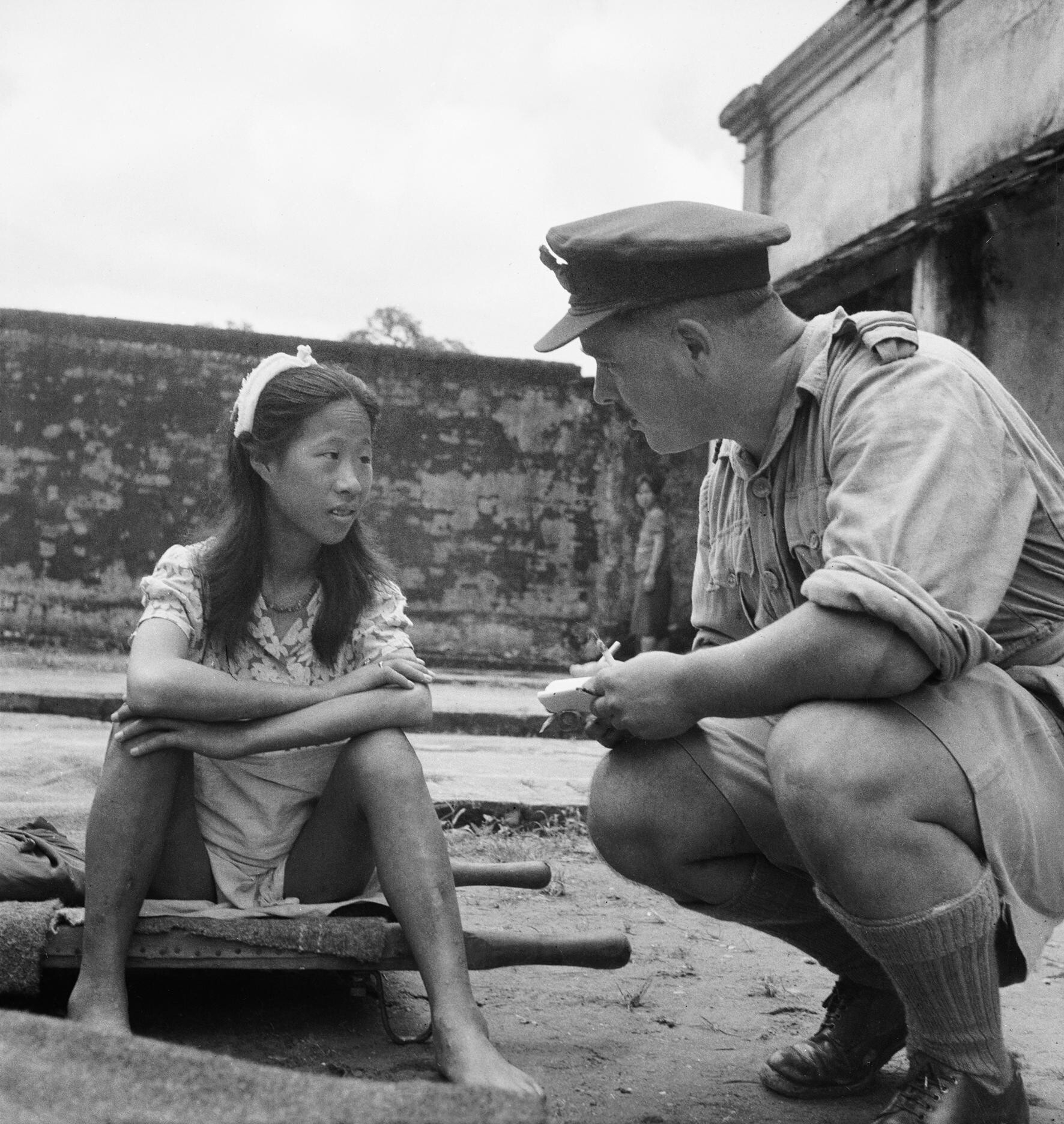
1945년 8월 양곤에서 해방된 후 영국 공군 장교와 인터뷰하는 일본 제국 육군의 "위안 부대" 출신 젊은 버마 여성.
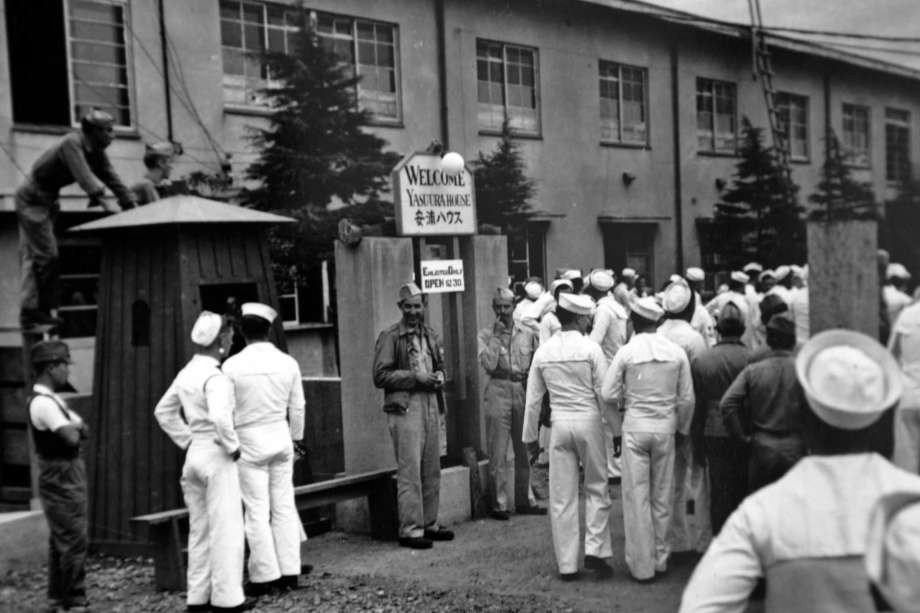
일본 점령 기간 동안 특수위안시설협회로 들어가는 미군 병사들
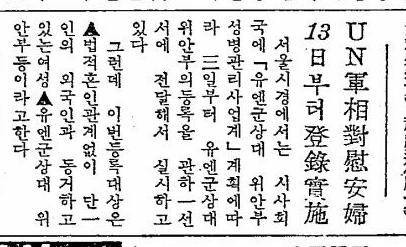
1961년 9월 13일 대한민국의 양공주 등록

## 섹스 돌 매춘소
섹스 돌만을 제공하는 매춘소가 일본에 여러 곳 존재한다. 바르셀로나에도 한 곳이 있다. 독일에도 보르돌이라는 곳이 있었으나 2023년에 문을 닫았다. 또 다른 곳은 2018년 9월 8일 캐나다 토론토에 문을 열 예정이었으나, 시 조례에 위배된다고 판단되어 폐쇄되었다. 호주에서도 최근 매춘소에서 사용할 수 있는 최초의 섹스 돌이 등장했다. 2018년 2월에는 덴마크 오르후스에 또 다른 곳이 문을 열었다. 2018년 파리의 xDolls는 프랑스 정부가 매춘소 금지 규정을 위반하지 않는다고 판단하면서 논란을 불러일으켰다.

## 같이 보기
- 게이 목욕탕
- 성매매
- 성 노동자
- 위안소
- 홍등가